# Danh sách phim điện ảnh Hoa Kỳ năm 2025
Đây là danh sách các bộ phim của điện ảnh Hoa Kỳ dự kiến ra mắt vào năm 2025.
Theo sau phần doanh thu phòng vé, danh sách này được sắp xếp theo trình tự thời gian, cung cấp thông tin về ngày phát hành, các công ty sản xuất, đạo diễn và các diễn viên chính.

## Doanh thu phòng vé
Các bộ phim Hoa Kỳ có doanh thu cao nhất được phát hành vào năm 2025, tính theo tổng doanh thu phòng vé nội địa, như sau:
| Thứ hạng | Tiêu đề                       | Nhà phân phối | Tổng doanh thu nội địa |
| -------- | ----------------------------- | ------------- | ---------------------- |
| 1        | Một bộ phim Minecraft         | Warner Bros.  | $398,209,000           |
| 2        | Captain America: Thế giới mới | Disney        | $200,396,781           |
| 3        | Tội đồ                        | Warner Bros.  | $179,729,000           |
| 4        | Dog Man                       | Universal     | $97,970,355            |
| 5        | Nàng Bạch Tuyết               | Disney        | $86,123,346            |
| 6        | Biệt đội sấm sét*             | Disney        | $76,000,000            |
| 7        | The King of Kings             | Angel Studios | $57,665,661            |
| 8        | One of Them Days              | Sony          | $50,054,690            |
| 9        | Mickey 17                     | Warner Bros.  | $46,047,147            |
| 10       | Mật danh: Kế toán 2           | Amazon/MGM    | $41,151,000            |

## Phát hành

### Tháng 1 – Tháng 3
| Khởi chiếu  | Khởi chiếu | Tiêu đề                                                           | Tiêu đề gốc                      | Hãng sản xuất                                                                   | Đoàn làm phim | Tham khảo |
| ----------- | ---------- | ----------------------------------------------------------------- | -------------------------------- | ------------------------------------------------------------------------------- | --- | --------- |
| T H Á N G 1 | 3          | The Damned                                                        |                                  | Vertical / Ley Line Entertainment                                               | Thordur Palsson (đạo diễn); Jamie Hannigan (biên kịch); Odessa Young, Joe Cole, Siobhan Finneran, Rory McCann, Turlough Convery, Lewis Gribben, Francis Magee                                                                                              | [ 3 ]     |
| T H Á N G 1 | 10         | Những kẻ bất bại 2: Pantera                                       | Den of Thieves 2: Pantera        | Lionsgate / eOne Films / Tucker Tooley Entertainment                            | Christian Gudegast (đạo diễn/biên kịch); Gerard Butler, O'Shea Jackson Jr. | [ 4 ]     |
| T H Á N G 1 | 10         | Extremely Unique Dynamic                                          |                                  | Strand Releasing                                                                | Katherine Dudas, Ivan Leung, Harrison Xu (đồng đạo diễn/biên kịch); Ivan Leung, Harrison Xu, Hudson Yang, Nathan Doan | [ 5 ]     |
| T H Á N G 1 | 10         | Laws of Man                                                       |                                  | Saban Films                                                                     | Phil Blattenberger (đạo diễn/biên kịch); Jacob Keohane, Jackson Rathbone, Richard Brake | [ 6 ]     |
| T H Á N G 1 | 14         | Man with No Past                                                  |                                  | Paramount Pictures                                                              | James Bamford (đạo diễn); Steven Paul (biên kịch); Adam Woodward, Marton Csokas, Charlotte Weston, Philip Winchester, Jeff Alexander, Jon Voight | [ 7 ]     |
| T H Á N G 1 | 14         | Riley                                                             |                                  | Charthouse / Dark Star Pictures / Windsor Film Company                          | Benjamin Howard (đạo diễn/biên kịch); Jake Holley, Colin McCalla, Riley Quinn Scott, Connor Storrie, Rib Hillis, Caroline Amiguet | [ 8 ]     |
| T H Á N G 1 | 17         | One of Them Days                                                  |                                  | TriStar Pictures / Hoorae Media                                                 | Lawrence Lamont (đạo diễn); Syreeta Singleton (biên kịch); Keke Palmer, SZA, Maude Apatow, Lil Rel Howery, Janelle James, Katt Williams | [ 9 ]     |
| T H Á N G 1 | 17         | Người sói                                                         | Wolf Man                         | Universal Pictures / Blumhouse Productions                                      | Leigh Whannell (đạo diễn/biên kịch); Corbett Tuck (biên kịch); Christopher Abbott, Julia Garner, Matilda Firth, Sam Jaeger, Benedict Hardie, Ben Prendergast, Zac Chandler, Beatriz Romilly, Milo Cawthorne                                                | [ 10 ]    |
| T H Á N G 1 | 17         | Tình báo tái xuất                                                 | Back in Action                   | Netflix / Chernin Entertainment                                                 | Seth Gordon (đạo diễn/biên kịch); Brendan O'Brien (biên kịch); Cameron Diaz, Jamie Foxx, Kyle Chandler, Andrew Scott, Jamie Demetriou, Glenn Close | [ 11 ]    |
| T H Á N G 1 | 17         | Alarum                                                            |                                  | Lionsgate                                                                       | Michael Polish (đạo diễn); Alexander Vesha (biên kịch); Sylvester Stallone, Scott Eastwood, Willa Fitzgerald, Mike Colter, Ísis Valverde, D. W. Moffett | [ 12 ]    |
| T H Á N G 1 | 17         | Henry Danger: The Movie                                           |                                  | Paramount+ / Nickelodeon Movies / Awesomeness Films                             | Joe Menendez (đạo diễn); Jake Farrow, Christopher J. Nowak (biên kịch); Jace Norman, Sean Ryan Fox, Ella Anderson, Michael D. Cohen, Frankie Grande, Glee Dango                                                                                            | [ 13 ]    |
| T H Á N G 1 | 17         | Wish You Were Here                                                |                                  | Lionsgate                                                                       | Julia Stiles (đạo diễn/biên kịch); Renée Carlino (biên kịch); Isabelle Fuhrman, Mena Massoud, Jimmie Fails, Kelsey Grammer, Jennifer Grey, Antonique Smith, Jordan Gavaris                                                                                 | [ 14 ]    |
| T H Á N G 1 | 17         | Both Eyes Open                                                    |                                  | RodFather Productions                                                           | Ariel Julia Hairston (đạo diễn/biên kịch); Gail Bean, Taye Diggs, Joy Brunson, Christie Leverette, Mack Wilds, Michael Oloyede, Carla Fisher | [ 15 ]    |
| T H Á N G 1 | 21         | Werewolf Game                                                     |                                  | Different Duck Films                                                            | Jackie Payne, Cara Brennan (đạo diễn); Jackie Payne (biên kịch); Tony Todd, Lydia Hearst, Bai Ling, Robert Picardo | [ 16 ]    |
| T H Á N G 1 | 22         | Marked Men: Rule + Shaw                                           |                                  | Voltage Pictures                                                                | Nick Cassavetes (đạo diễn); Sharon Soboil (biên kịch); Chase Stokes, Sydney Taylor, Hannah Kepple, Alexander Ludwig, Natalie Alyn Lind, Inanna Sarkis, Tonya Cornelisse                                                                                    | [ 17 ]    |
| T H Á N G 1 | 24         | Cuộc đào tẩu trên không                                           | Flight Risk                      | Lionsgate / Davis Entertainment / Icon Productions                              | Mel Gibson (đạo diễn); Jared Rosenberg (biên kịch); Mark Wahlberg, Michelle Dockery, Topher Grace | [ 18 ]    |
| T H Á N G 1 | 24         | Presence                                                          |                                  | Neon                                                                            | Steven Soderbergh (đạo diễn); David Koepp (biên kịch); Lucy Liu, Chris Sullivan, Julia Fox, Eddy Maday, Callina Liang, West Mulholland | [ 19 ]    |
| T H Á N G 1 | 24         | Star Trek: Section 31                                             |                                  | Paramount+ / Secret Hideout / Roddenberry Entertainment / CBS Studios           | Olatunde Osunsanmi (đạo diễn); Craig Sweeny (biên kịch); Michelle Yeoh, Omari Hardwick, Kacey Rohl, Sam Richardson, Sven Ruygrok, Robert Kazinsky, Humberly Gonzalez, James Hiroyuki Liao                                                                  | [ 20 ]    |
| T H Á N G 1 | 24         | Inheritance                                                       |                                  | IFC Films / Miramax                                                             | Neil Burger (đạo diễn/biên kịch); Olen Steinhauer (biên kịch); Phoebe Dynevor, Rhys Ifans, Ciara Baxendale, Kersti Bryan | [ 18 ]    |
| T H Á N G 1 | 24         | Brave the Dark                                                    |                                  | Angel Studios                                                                   | Damian Harris (đạo diễn/biên kịch); Dale G. Bradley, Lynn Robertson-Hay, Nathaniel Deen, John P. Spencer (biên kịch); Jared Harris, Nicholas Hamilton, Jamie Harris                                                                                        | [ 21 ]    |
| T H Á N G 1 | 24         | Into the Deep                                                     |                                  | Saban Capital Group                                                             | Christian Sesma (đạo diễn); Chad Law, Josh Ridgway (biên kịch); Richard Dreyfuss, Scout Taylor-Compton, Jon Seda, Stuart Townsend | [ 22 ]    |
| T H Á N G 1 | 24         | Bau: Artist at War                                                |                                  | Showbiz Direct / Republic Pictures                                              | Sean McNamara (đạo diễn); Deborah Smerecnik, Ronald Bass, Sonia Kifferstein (biên kịch); Emile Hirsch, Inbar Lavi, Josh Zuckerman, Brittany Mitchell, Adam Tsekhman, Eugene Lipinski, Michael Benyaer, Josh Blacker, Yan Tual                              | [ 23 ]    |
| T H Á N G 1 | 28         | Failure!                                                          |                                  | Promotora NAE / Red Water Entertainment                                         | Alex Kahuam (đạo diễn/biên kịch); Ted Raimi, Merrick McCartha, Noel Douglas Orput, Melissa Diaz, Christin Muuli, Daniel Kuhlman | [ 24 ]    |
| T H Á N G 1 | 30         | You're Cordially Invited                                          |                                  | Amazon MGM Studios / Hello Sunshine / Gloria Sanchez Productions                | Nicholas Stoller (đạo diễn/biên kịch); Will Ferrell, Reese Witherspoon, Geraldine Viswanathan, Meredith Hagner, Jimmy Tatro | [ 25 ]    |
| T H Á N G 1 | 31         | Dog Man                                                           |                                  | Universal Pictures / DreamWorks Animation                                       | Peter Hastings (đạo diễn); Pete Davidson, Lil Rel Howery, Isla Fisher, Poppy Liu, Stephen Root, Billy Boyd, Ricky Gervais | [ 26 ]    |
| T H Á N G 1 | 31         | Kẻ đồng hành                                                      | Companion                        | New Line Cinema / Vertigo Entertainment                                         | Drew Hancock (đạo diễn/biên kịch); Sophie Thatcher, Jack Quaid, Lukas Gage, Megan Suri, Harvey Guillén, Rupert Friend | [ 27 ]    |
| T H Á N G 1 | 31         | Valiant One                                                       |                                  | Briarcliff Entertainment                                                        | Steve Barnett (đạo diễn/biên kịch); Eric Tipton (biên kịch); Chase Stokes, Lana Condor, Desmin Borges, Callan Mulvey, Jonathan Whitesell, Daniel Jun | [ 28 ]    |
| T H Á N G 1 | 31         | Love Me                                                           |                                  | Bleecker Street / ShivHans Pictures / 2AM                                       | Sam Zuchero and Andy Zuchero (đạo diễn/biên kịch); Kristen Stewart, Steven Yeun | [ 29 ]    |
| T H Á N G 1 | 31         | Like Father Like Son                                              |                                  | Lionsgate                                                                       | Barry Jay (đạo diễn/biên kịch); Dylan Flashner, Ariel Winter, Vivica A. Fox, Mayim Bialik, Dermot Mulroney | [ 30 ]    |
| T H Á N G 1 | 31         | Green and Gold                                                    |                                  | Fathom Events                                                                   | Anders Lindwall (đạo diễn/biên kịch); Missy Mareau Garcia, Michael Graf, Steven Shafer (biên kịch); Craig T. Nelson, Brandon Sklenar, M. Emmet Walsh, Madison Lawlor, Annabel Armour                                                                       | [ 31 ]    |
| T H Á N G 1 | 31         | Round the Decay                                                   |                                  | Dreamscape Productions                                                          | Adam Newman (đạo diễn/biên kịch); Victoria Mirrer, Damian Maffei, Sienna Hubert-Ross, Cary Hite, Alexis Safoyan, Rachel Pizzolato, Phil Duran | [ 32 ]    |
| T H Á N G 1 | 31         | The Devil and the Daylong Brothers                                |                                  | Quiver Distribution                                                             | Brandon McCormick (đạo diễn/biên kịch); Brendan Bradley, Nican Robinson, Jordon Bolden, Rainey Qualley | [ 33 ]    |
| T H Á N G 2 | 4          | Good Bad Things                                                   |                                  | Music Box Films                                                                 | Shane D. Stanger (đạo diễn/biên kịch); Danny Kurtzman (biên kịch); Jessica Parker Kennedy, Brett Dier, Danny Kurtzman | [ 34 ]    |
| T H Á N G 2 | 5          | Giả bầu                                                           | Kinda Pregnant                   | Netflix / Happy Madison Productions                                             | Tyler Spindel (đạo diễn); Julie Paiva (biên kịch); Amy Schumer, Jillian Bell, Will Forte, Damon Wayans Jr., Brianne Howey | [ 35 ]    |
| T H Á N G 2 | 7          | Heart Eyes                                                        |                                  | Screen Gems / Spyglass Media Group / Divide/Conquer                             | Josh Ruben (đạo diễn); Phillip Murphy, Michael Kennedy, Christopher Landon (biên kịch); Olivia Holt, Mason Gooding, Gigi Zumbado, Jordana Brewster, Devon Sawa                                                                                             | [ 36 ]    |
| T H Á N G 2 | 7          | Yêu là đau                                                        | Love Hurts                       | Universal Pictures / 87North Productions                                        | Jonathan Eusebio (đạo diễn); Matthew Murray, Luke Passmore, Josh Stoddard (biên kịch); Ke Huy Quan, Ariana DeBose, Daniel Wu, Marshawn Lynch, Mustafa Shakir, Lio Tipton, Rhys Darby, André Eriksen, Sean Astin                                            | [ 37 ]    |
| T H Á N G 2 | 7          | Jazzy                                                             |                                  | Vertical / Duplass Brothers Productions                                         | Morrisa Maltz (đạo diễn/biên kịch); Lainey Bearkiller Shangreaux, Vanara Taing, Andrew Hajek (biên kịch); Jasmine Bearkiller Shangreaux, Syriah Foohead Means, Lily Gladstone                                                                              | [ 38 ]    |
| T H Á N G 2 | 7          | I Love You Forever                                                |                                  | Utopia                                                                          | Cazzie David, Elisa Kalani (đồng đạo diễn/biên kịch); Sofia Black-D'Elia, Ray Nicholson, Jon Rudnitsky, Cazzie David, Raymond Cham Jr., Oliver Cooper | [ 39 ]    |
| T H Á N G 2 | 7          | Renner                                                            |                                  | Seismic Releasing / Slated                                                      | Robert Rippberger (đạo diễn); Luke Medina, Martin Medina (biên kịch); Frankie Muniz, Violett Beane, Taylor Gray, Marcia Gay Harden | [ 40 ]    |
| T H Á N G 2 | 7          | When I'm Ready                                                    |                                  | Quiver Distribution / Briarcliff Entertainment                                  | Andrew Johnson (đạo diễn); Andrew Ortenberg (biên kịch); Andrew Ortenberg, June Schreiner, Thalia Besson, Lauren Cohan, Dermot Mulroney | [ 41 ]    |
| T H Á N G 2 | 11         | Thợ săn quái vật: Nhân ngư dưới biển sâu                          | The Witcher: Sirens of the Deep  | Netflix / Studio Mir / Platige Image                                            | Kang Hei Chul (đạo diễn); Mike Ostrowski, Rae Benjamin (biên kịch); Doug Cockle, Joey Batey, Anya Chalotra, Christina Wren | [ 42 ]    |
| T H Á N G 2 | 11         | The Death of Film                                                 |                                  | Felinton Inc. Entertainment / Project FINC                                      | Samuel Felinton (đạo diễn); Samuel Felinton, Damien Dennis, Declan Mungovan | [ 43 ]    |
| T H Á N G 2 | 13         | Tiểu thư Jones: Suy vì anh                                        | Bridget Jones: Mad About the Boy | Peacock / Universal Pictures / StudioCanal / Miramax / Working Title Films      | Michael Morris (đạo diễn); Helen Fielding, Dan Mazer, Abi Morgan (biên kịch); Renée Zellweger, Chiwetel Ejiofor, Leo Woodall, Jim Broadbent, Isla Fisher, Colin Firth, Hugh Grant                                                                          | [ 44 ]    |
| T H Á N G 2 | 13         | Villa ngọt ngào                                                   | La Dolce Villa                   | Netflix                                                                         | Mark Waters (đạo diễn); Elizabeth Hackett, Hilary Galanoy (biên kịch); Scott Foley, Maia Reficco, Violante Placido, Giuseppe Futia | [ 45 ]    |
| T H Á N G 2 | 14         | Captain America: Thế giới mới                                     | Captain America: Brave New World | Marvel Studios                                                                  | Julius Onah (đạo diễn); Malcolm Spellman, Dalan Musson, Matthew Orton (biên kịch); Anthony Mackie, Danny Ramirez, Shira Haas, Xosha Roquemore, Carl Lumbly, Giancarlo Esposito, Liv Tyler, Tim Blake Nelson, Harrison Ford                                 | [ 46 ]    |
| T H Á N G 2 | 14         | Hẻm núi                                                           | The Gorge                        | Apple TV+ / Apple Studios / Skydance Media                                      | Scott Derrickson (đạo diễn); Zach Dean (biên kịch); Miles Teller, Anya Taylor-Joy, Sigourney Weaver | [ 47 ]    |
| T H Á N G 2 | 14         | The Long Game                                                     |                                  | Vertical                                                                        | Jace Anderson (đạo diễn/biên kịch); Adam Gierasch (biên kịch); Kathleen Turner, Jackie Earle Haley, Sekai Abenì, Ever Carradine, Chris Mulkey | [ 48 ]    |
| T H Á N G 2 | 14         | The Dead Thing                                                    |                                  | Shudder                                                                         | Elric Kane (đạo diễn/biên kịch); Webb Wilcoxen (biên kịch); Blu Hunt, Ben Smith-Petersen | [ 49 ]    |
| T H Á N G 2 | 14         | Rounding                                                          |                                  | Music Box Films                                                                 | Alex Thompson (đạo diễn/biên kịch); Namir Smallwood, Sidney Flanigan, Michael Potts, Rebecca Spence | [ 50 ]    |
| T H Á N G 2 | 14         | You, Me & Her                                                     |                                  | Attend / Two Hands Productions                                                  | Dan Levy Dagerman (đạo diễn); Selina Ringel (biên kịch); Selina Ringel, Ritesh Rajan, Sydney Park | [ 51 ]    |
| T H Á N G 2 | 14         | One Night in Tokyo                                                |                                  | Kitsune Pictures / Buffalo 8                                                    | Joshua Woodcock (đạo diễn/biên kịch); Reza Emamiyeh, Tokiko Kitagawa | [ 52 ]    |
| T H Á N G 2 | 21         | Tiếng vọng kinh hoàng                                             | The Monkey                       | Neon / Atomic Monster / Black Bear Pictures                                     | Osgood Perkins (đạo diễn/biên kịch); Theo James, Tatiana Maslany, Elijah Wood, Christian Convery, Colin O'Brien, Rohan Campbell, Sarah Levy | [ 53 ]    |
| T H Á N G 2 | 21         | Bước chân dũng cảm                                                | The Unbreakable Boy              | Lionsgate / Kingdom Story Company                                               | Jon Gunn (đạo diễn/biên kịch); Zachary Levi, Meghann Fahy, Jacob Laval, Drew Powell, Gavin Warren, Patricia Heaton | [ 54 ]    |
| T H Á N G 2 | 21         | Millers in Marriage                                               |                                  | Republic Pictures                                                               | Edward Burns (đạo diễn/biên kịch); Morena Baccarin, Benjamin Bratt, Edward Burns, Brian d'Arcy James, Minnie Driver, Julianna Margulies, Gretchen Mol, Campbell Scott, Patrick Wilson                                                                      | [ 55 ]    |
| T H Á N G 2 | 21         | Old Guy                                                           |                                  | The Avenue / Dark Castle Entertainment                                          | Simon West (đạo diễn); Greg Johnson (biên kịch); Christoph Waltz, Lucy Liu, Cooper Hoffman, Desmond Eastwood | [ 56 ]    |
| T H Á N G 2 | 21         | Lifeline                                                          |                                  | Dark Sky Films                                                                  | Feras Alfuqaha (đạo diễn); Brady Morell, Brian Price (biên kịch); Josh Stewart, August Maturo, Charlene Amoia, Jocelyn Ayanna, Nicole Santiago, Jill Awbrey, Brecken Merrill                                                                               | [ 57 ]    |
| T H Á N G 2 | 25         | The Buildout                                                      |                                  | Ethos Releasing                                                                 | Zeshaan Younus (đạo diễn/biên kịch); Jenna Kanell, Hannah Alline, Natasha Halevi, Michael Sung Ho, Danielle Evon Ploeger, Ariel Barber | [ 58 ]    |
| T H Á N G 2 | 28         | Last Breath                                                       |                                  | Focus Features / Dark Castle Entertainment / FilmNation Entertainment           | Alex Parkinson (đạo diễn/biên kịch); Mitchell LaFortune, David Brooks (biên kịch); Woody Harrelson, Simu Liu, Finn Cole, Cliff Curtis, Djimon Hounsou | [ 59 ]    |
| T H Á N G 2 | 28         | Riff Raff                                                         |                                  | Roadside Attractions / Grindstone Entertainment Group / Signature Films         | Dito Montiel (đạo diễn); John Pollono (biên kịch); Jennifer Coolidge, Gabrielle Union, Pete Davidson, Ed Harris, Bill Murray | [ 60 ]    |
| T H Á N G 2 | 28         | My Dead Friend Zoe                                                |                                  | Briarcliff Entertainment / Legion M                                             | Kyle Hausmann-Stokes (đạo diễn/biên kịch); A. J. Bermudez (biên kịch); Sonequa Martin-Green, Natalie Morales, Ed Harris, Morgan Freeman, Gloria Reuben, Utkarsh Ambudkar                                                                                   | [ 61 ]    |
| T H Á N G 2 | 28         | Cold Wallet                                                       |                                  | Well Go USA Entertainment                                                       | Cutter Hodierne (đạo diễn); John Hibey (biên kịch); Raul Castillo, Melonie Diaz, Tony Cavalero, Josh Brener, Zoe Winters | [ 62 ]    |
| T H Á N G 2 | 28         | No Address                                                        |                                  | Robert Craig Films                                                              | Julia Verdin (đạo diễn/biên kịch); James J. Papa (biên kịch); William Baldwin, Ashanti, Xander Berkeley, Beverly D'Angelo, Ty Pennington, Lucas Jade Zumann, Kristanna Loken, Patricia Velásquez                                                           | [ 63 ]    |
| T H Á N G 2 | 28         | Uppercut                                                          |                                  | Lionsgate                                                                       | Torsten Ruether (đạo diễn/biên kịch); Ving Rhames, Luise Grossman, Jordan E. Cooper, Joanna Cassidy, Lynn Favin | [ 64 ]    |
| T H Á N G 2 | 28         | The Accidental Getaway Driver                                     |                                  | Utopia / Thunder Road Films                                                     | Sing J. Lee (đạo diễn/biên kịch); Christopher Chen (biên kịch); Hiep Tran Nghia, Dustin Nguyen, Dali Benssalah, Phi Vu, Gabrielle Chan | [ 65 ]    |
| T H Á N G 3 | 7          | Mickey 17                                                         | Mickey 17                        | Warner Bros. Pictures / Plan B Entertainment                                    | Bong Joon-ho (đạo diễn/biên kịch); Robert Pattinson, Naomi Ackie, Steven Yeun, Toni Collette, Mark Ruffalo | [ 66 ]    |
| T H Á N G 3 | 7          | Xứ sở robot                                                       | The Electric State               | Netflix / AGBO / Skybound                                                       | Anthony Russo and Joe Russo (đồng đạo diễn); Christopher Markus and Stephen McFeely (biên kịch); Millie Bobby Brown, Chris Pratt, Ke Huy Quan, Jason Alexander, Woody Harrelson, Anthony Mackie, Brian Cox, Jenny Slate, Giancarlo Esposito, Stanley Tucci | [ 67 ]    |
| T H Á N G 3 | 7          | In the Lost Lands                                                 |                                  | Vertical / Constantin Film                                                      | Paul W. S. Anderson (đạo diễn/biên kịch); Constantin Werner (biên kịch); Milla Jovovich, Dave Bautista, Arly Jover, Amara Okereke | [ 68 ]    |
| T H Á N G 3 | 7          | Plankton: Phim điện ảnh                                           | Plankton: The Movie              | Netflix / Nickelodeon Movies                                                    | Dave Needham (đạo diễn); Kaz, Chris Viscardi, Mr. Lawrence (biên kịch); Mr. Lawrence, Jill Talley, Tom Kenny, Bill Fagerbakke, Carolyn Lawrence, Clancy Brown, Rodger Bumpass                                                                              | [ 69 ]    |
| T H Á N G 3 | 7          | On Becoming a Guinea Fowl                                         |                                  | A24 / Fremantle / BBC Film / Element Pictures                                   | Rungano Nyoni (đạo diễn/biên kịch); Susan Chardy, Elizabeth Chisela, Henry B.J. Phiri | [ 70 ]    |
| T H Á N G 3 | 7          | F*** Marry Kill                                                   |                                  | Lionsgate Premiere / BuzzFeed Studios                                           | Laura Murphy (đạo diễn); Ivan Diaz, Dan Scheinkman, Meghan Brown (biên kịch); Lucy Hale, Virginia Gardner, Brooke Nevin | [ 71 ]    |
| T H Á N G 3 | 7          | The Senior                                                        |                                  | Freestyle Releasing                                                             | Rod Lurie (đạo diễn); Bob Eisele (biên kịch); Michael Chiklis, Mary Stuart Masterson, Rob Corddry, Brandon Flynn | [ 72 ]    |
| T H Á N G 3 | 7          | Eephus                                                            |                                  | Music Box Films                                                                 | Carson Lund (đạo diễn/biên kịch); Michael Basta, Nate Fisher (biên kịch); Keith William Richards, Frederick Wiseman, Cliff Blake, Ray Hryb, Bill "Spaceman" Lee                                                                                            | [ 73 ]    |
| T H Á N G 3 | 7          | Queen of the Ring                                                 |                                  | Sumerian Pictures / Intrinsic Value Films                                       | Ash Avildsen (đạo diễn/biên kịch); Emily Bett Rickards, Kelli Berglund, Walton Goggins, Josh Lucas | [ 74 ]    |
| T H Á N G 3 | 7          | Rule Breakers                                                     |                                  | Angel Studios                                                                   | Bill Guttentag (đạo diễn/biên kịch); Jason Brown, Elaha Mahboob (biên kịch); Phoebe Waller-Bridge, Ali Fazal, Fahim Fazli, Nikohl Boosheri | [ 75 ]    |
| T H Á N G 3 | 7          | Bloat                                                             |                                  | Lionsgate                                                                       | Pablo Absento (đạo diễn/biên kịch); Ben McKenzie, Bojana Novakovic, Malcolm Fuller, Sawyer Jones, Kane Kosugi | [ 76 ]    |
| T H Á N G 3 | 13         | The Parenting                                                     |                                  | Max / Warner Bros. Pictures / New Line Cinema                                   | Craig Johnson (đạo diễn); Kent Sublette (biên kịch); Brian Cox, Edie Falco, Lisa Kudrow, Dean Norris, Nik Dodani, Brandon Flynn, Parker Posey | [ 77 ]    |
| T H Á N G 3 | 13         | Control Freak                                                     |                                  | Hulu                                                                            | Shal Ngo (đạo diễn/biên kịch) ; Kelly Marie Tran, Miles Robbins, Toan Le, Kieu Chinh | [ 78 ]    |
| T H Á N G 3 | 14         | Chiến dịch túi đen                                                | Black Bag                        | Focus Features                                                                  | Steven Soderbergh (đạo diễn); David Koepp (biên kịch); Cate Blanchett, Michael Fassbender, Regé-Jean Page, Marisa Abela, Naomie Harris, Pierce Brosnan, Tom Burke                                                                                          | [ 79 ]    |
| T H Á N G 3 | 14         | Anh không đau                                                     | Novocaine                        | Paramount Pictures / FilmNation Entertainment                                   | Dan Berk, Robert Olsen (đồng đạo diễn); Lars Jacobson (biên kịch); Jack Quaid, Amber Midthunder, Ray Nicholson, Jacob Batalon, Betty Gabriel, Matt Walsh                                                                                                   | [ 80 ]    |
| T H Á N G 3 | 14         | Opus                                                              |                                  | A24                                                                             | Mark Anthony Green (đạo diễn/biên kịch); Ayo Edebiri, John Malkovich, Juliette Lewis, Murray Bartlett, Amber Midthunder, Young Mazino, Stephanie Suganami, Tatanka Means, Tony Hale                                                                        | [ 81 ]    |
| T H Á N G 3 | 14         | The Actor                                                         |                                  | Neon                                                                            | Duke Johnson (đạo diễn/biên kịch); Stephen Cooney (biên kịch); André Holland, Gemma Chan, May Calamawy, Olwen Fouéré, Toby Jones, Simon McBurney, Joe Cole, Tracey Ullman, Tanya Reynolds, Asim Chaudhry, Youssef Kerkour, Edward Hogg                     | [ 82 ]    |
| T H Á N G 3 | 14         | Borderline                                                        |                                  | Magnet Releasing / LuckyChap Entertainment / Productivity Media                 | Jimmy Warden (đạo diễn/biên kịch); Samara Weaving, Ray Nicholson, Eric Dane, Alba Baptista, Jimmie Fails | [ 83 ]    |
| T H Á N G 3 | 14         | The World Will Tremble                                            |                                  | Vertical                                                                        | Lior Geller (đạo diễn/biên kịch); Oliver Jackson-Cohen, Jeremy Neumark Jones, Anton Lesser, David Kross, Michael Fox | [ 84 ]    |
| T H Á N G 3 | 14         | High Rollers                                                      |                                  | Saban Films                                                                     | Ives (đạo diễn); Chris Sivertson (biên kịch); John Travolta, Gina Gershon, Lukas Haas, Quavo, Joel Cohen | [ 85 ]    |
| T H Á N G 3 | 14         | The Last Supper                                                   |                                  | Pinnacle Peak Pictures / Canyon Productions                                     | Mauro Borrelli (đạo diễn/biên kịch); John Collins (biên kịch); Jamie Ward, James Faulkner, Nathalie Rapti Gomex | [ 86 ]    |
| T H Á N G 3 | 18         | Batman Ninja vs. Yakuza League                                    |                                  | Warner Bros. Home Entertainment / DC Entertainment / Warner Bros. Animation     | Junpei Mizusaki, Shinji Takagi (đồng đạo diễn); Kazuki Nakashima (biên kịch) | [ 87 ]    |
| T H Á N G 3 | 20         | O'Dessa                                                           |                                  | Hulu / Searchlight Pictures                                                     | Geremy Jasper (đạo diễn/biên kịch); Sadie Sink, Kelvin Harrison Jr., Murray Bartlett, Regina Hall | [ 88 ]    |
| T H Á N G 3 | 20         | Duplicity                                                         |                                  | Amazon MGM Studios / Tyler Perry Studios                                        | Tyler Perry (đạo diễn/biên kịch); Kat Graham, Meagan Tandy, Tyler Lepley, RonRecao Lee | [ 89 ]    |
| T H Á N G 3 | 21         | Nàng Bạch Tuyết                                                   | Snow White                       | Walt Disney Pictures / Marc Platt Productions                                   | Marc Webb (đạo diễn); Greta Gerwig, Erin Cressida Wilson (biên kịch); Rachel Zegler, Gal Gadot | [ 90 ]    |
| T H Á N G 3 | 21         | The Alto Knights                                                  |                                  | Warner Bros. Pictures                                                           | Barry Levinson (đạo diễn); Nicholas Pileggi (biên kịch); Robert De Niro, Debra Messing | [ 91 ]    |
| T H Á N G 3 | 21         | Ash                                                               |                                  | RLJE Films / Shudder / XYZ Films / IPR.VC                                       | Flying Lotus (đạo diễn); Jonni Remmler (biên kịch); Eiza González, Aaron Paul, Iko Uwais, Beulah Koale, Kate Elliott, Flying Lotus | [ 92 ]    |
| T H Á N G 3 | 21         | The Assessment                                                    |                                  | Magnolia Pictures / Number 9 Films                                              | Fleur Fortuné (đạo diễn); Dave Thomas, Nell Garfath-Cox, John Donnelly (biên kịch); Elizabeth Olsen, Alicia Vikander, Himesh Patel, Indira Varma, Nicholas Pinnock, Charlotte Ritchie, Leah Harvey, Minnie Driver                                          | [ 93 ]    |
| T H Á N G 3 | 21         | Bob Trevino Likes It                                              |                                  | Roadside Attractions                                                            | Tracie Laymon (đạo diễn/biên kịch); Barbie Ferreira, John Leguizamo, French Stewart, Rachel Bay Jones | [ 94 ]    |
| T H Á N G 3 | 21         | Magazine Dreams                                                   |                                  | Briarcliff Entertainment / Los Angeles Media Fund                               | Elijah Bynum (đạo diễn/biên kịch); Jonathan Majors, Haley Bennett, Taylour Paige, Mike O'Hearn, Harrison Page, Harriet Sansom Harris | [ 95 ]    |
| T H Á N G 3 | 21         | Locked                                                            |                                  | The Avenue / ZQ Entertainment / Raimi Productions                               | David Yarovesky (đạo diễn); Michael Arlen Ross (biên kịch); Anthony Hopkins, Bill Skarsgård, Ashley Cartwright, Michael Eklund, Navid Charkhi | [ 96 ]    |
| T H Á N G 3 | 21         | McVeigh                                                           |                                  | Decal                                                                           | Mike Ott (đạo diễn/biên kịch); Alex Gioulakis (biên kịch); Alfie Allen, Brett Gelman, Ashley Benson, Anthony Carrigan, Tracy Letts, Isolda Dychauk | [ 97 ]    |
| T H Á N G 3 | 21         | Baby Invasion                                                     |                                  | EDGLRD / Picture Perfect                                                        | Harmony Korine (đạo diễn/biên kịch); Juan Bofill, Shawn Thomas, Steven Rodriguez, Antonio Jackson, Tej Limlas Ly | [ 98 ]    |
| T H Á N G 3 | 21         | Popeye the Slayer Man                                             |                                  | Vantage Media                                                                   | Robert Michael Ryan (đạo diễn); John Doolan (biên kịch); Jason Robert Stephens, Sarah Nicklin, Angela Relucio, Scott Swope, Mabel Thomas | [ 99 ]    |
| T H Á N G 3 | 25         | To Die Alone                                                      |                                  | One Tree Entertainment / Charming Stranger Films                                | Austin Smagalski (đạo diễn/biên kịch); Lisa Jacqueline Starrett, James Tang, Presley-Belle Foster | [ 100 ]   |
| T H Á N G 3 | 27         | Holland                                                           |                                  | Amazon MGM Studios / Blossom Films                                              | Mimi Cave (đạo diễn); Andrew Sodorski (biên kịch); Nicole Kidman, Matthew Macfadyen, Jude Hill, Gael García Bernal | [ 101 ]   |
| T H Á N G 3 | 28         | Mật vụ phụ hồ                                                     | A Working Man                    | Metro-Goldwyn-Mayer / Black Bear Pictures / Balboa Productions                  | David Ayer (đạo diễn/biên kịch); Sylvester Stallone (biên kịch); Jason Statham, David Harbour, Michael Peña, Jason Flemyng | [ 102 ]   |
| T H Á N G 3 | 28         | The Woman in the Yard                                             |                                  | Universal Pictures / Blumhouse Productions                                      | Jaume Collet-Serra (đạo diễn); Sam Stefanak (biên kịch); Danielle Deadwyler, Okwui Okpokwasili, Russell Hornsby | [ 103 ]   |
| T H Á N G 3 | 28         | Death of a Unicorn                                                |                                  | A24 / Ley Line Entertainment                                                    | Alex Scharfman (đạo diễn/biên kịch); Paul Rudd, Jenna Ortega, Will Poulter, Téa Leoni, Richard E. Grant | [ 104 ]   |
| T H Á N G 3 | 28         | Alexander and the Terrible, Horrible, No Good, Very Bad Road Trip |                                  | Disney+ / Walt Disney Pictures / 21 Laps Entertainment / The Jim Henson Company | Marvin Lemus (đạo diễn); Matt Lopez (biên kịch); Eva Longoria, Jesse Garcia, Paulina Chávez, Rose Portillo, Thom Nemer, Cheech Marin | [ 105 ]   |
| T H Á N G 3 | 28         | The Friend                                                        |                                  | Bleecker Street                                                                 | Scott McGehee và David Siegel (đồng đạo diễn/biên kịch); Naomi Watts, Bill Murray, Sarah Pidgeon, Constance Wu, Ann Dowd, Noma Dumezweni, Felix Solis, Owen Teague, Carla Gugino                                                                           | [ 29 ]    |
| T H Á N G 3 | 28         | Bản danh sách cuộc đời                                            | The Life List                    | Netflix                                                                         | Adam Brooks (đạo diễn/biên kịch); Sofia Carson, Sebastian de Souza, Connie Britton, Kyle Allen | [ 106 ]   |
| T H Á N G 3 | 28         | Black Heat                                                        |                                  | Dark Star Pictures / BLacklight                                                 | Wes Miller (đạo diễn/biên kịch); Jason Mitchell, DreamDoll, NLE Choppa | [ 107 ]   |
| T H Á N G 3 | 28         | Day of Reckoning                                                  |                                  | ESX Films                                                                       | Shaun Silva (đạo diễn); Travis J. Opgenorth (biên kịch); Billy Zane, Zach Roerig, Cara Jade Myers, Scott Adkins, Trace Adkins | [ 108 ]   |
| T H Á N G 3 | 31         | Sew Torn                                                          |                                  | Vertigo Releasing                                                               | Freddy Macdonald (đạo diễn/biên kịch); Fred Macdonald (biên kịch); Eve Connolly, Calum Worthy, John Lynch, K. Callan, Ron Cook, Thomas Douglas, Caroline Goodall, Werner Biermeier, Veronika Herren-Wenger, Petra Wright                                   | [ 109 ]   |

### Tháng 4 – Tháng 6
| Khởi chiếu  | Khởi chiếu | Tiêu đề                                      | Tiêu đề gốc                               | Hãng sản xuất                                                                          | Đoàn làm phim | Tham khảo |
| ----------- | ---------- | -------------------------------------------- | ----------------------------------------- | -------------------------------------------------------------------------------------- | --- | --------- |
| T H Á N G 4 | 2          | Screamboat                                   |                                           | Iconic Events Releasing                                                                | Steven LaMorte (đạo diễn/biên kịch); Matthew Garcia-Dunn (biên kịch); David Howard Thornton, Allison Pittel, Amy Schmacher, Jesse Posey, Kailey Hyman, Jesse Kove, Jarlath Conroy | [ 110 ]   |
| T H Á N G 4 | 4          | Một bộ phim Minecraft                        | A Minecraft Movie                         | Warner Bros. Pictures / Legendary Pictures / Mojang Studios                            | Jared Hess (đạo diễn); Chris Bowman, Hubbel Palmer (biên kịch); Jason Momoa, Jack Black, Emma Myers, Danielle Brooks, Sebastian Eugene Hansen, Jennifer Coolidge | [ 111 ]   |
| T H Á N G 4 | 4          | Freaky Tales                                 |                                           | Lionsgate / Entertainment One                                                          | Anna Boden, Ryan Fleck (đồng đạo diễn/biên kịch); Pedro Pascal, Ben Mendelsohn, Jay Ellis, Normani, Dominique Thorne, Jack Champion, Ji-young Yoo, Angus Cloud, Tom Hanks | [ 112 ]   |
| T H Á N G 4 | 4          | Hell of a Summer                             |                                           | Neon / 30West / Aggregate Films                                                        | Billy Bryk, Finn Wolfhard (đồng đạo diễn/biên kịch); Fred Hechinger, Abby Quinn, D'Pharaoh Woon-A-Tai, Billy Bryk, Finn Wolfhard, Pardis Saremi, Rosebud Baker, Adam Pally | [ 66 ]    |
| T H Á N G 4 | 4          | The Luckiest Man in America                  |                                           | IFC Films / Sapan Studio                                                               | Samir Oliveros (đạo diễn/biên kịch); Maggie Briggs (biên kịch); Paul Walter Hauser, Walton Goggins, Shamier Anderson, Brian Geraghty, Patti Harrison, Haley Bennett, Damian Young, Lilli Kay, James Wolk, Shaunette Renée Wilson, David Rysdahl, Ricky Russert, David Strathairn, Johnny Knoxville, Maisie Williams   | [ 113 ]   |
| T H Á N G 4 | 4          | Eric Larue                                   |                                           | Magnolia Pictures                                                                      | Michael Shannon (đạo diễn); Brett Neveu (biên kịch); Judy Greer, Paul Sparks, Alison Pill, Tracy Letts, Annie Parisse, Alexander Skarsgård | [ 114 ]   |
| T H Á N G 4 | 4          | A Nice Indian Boy                            |                                           | Blue Harbor Entertainment                                                              | Roshan Sethi (đạo diễn); Eric Randall (biên kịch); Karan Soni, Jonathan Groff, Sunita Mani, Zarna Garg, Harish Patel | [ 115 ]   |
| T H Á N G 4 | 4          | Gazer                                        |                                           | Metrograph Pictures                                                                    | Ryan J. Sloan (đạo diễn/biên kịch); Ariella Mastroianni (biên kịch); Ariella Mastroianni, Marcia Debonis, Renee Gagner, Jack Alberts, Tommy Kang | [ 116 ]   |
| T H Á N G 4 | 10         | G20                                          |                                           | Amazon MGM Studios / JuVee Productions / Mad Chance Productions / MRC                  | Patricia Riggen (đạo diễn); Caitlin Parrish, Erica Weiss, Logan Miller, Noah Miller (biên kịch); Viola Davis, Anthony Anderson, Marsai Martin, Ramón Rodríguez, Antony Starr, Douglas Hodge, Elizabeth Marvel, Sabrina Impacciatore, Clark Gregg                                                                      | [ 117 ]   |
| T H Á N G 4 | 11         | Tay nghiệp dư                                | The Amateur                               | 20th Century Studios                                                                   | James Hawes (đạo diễn); Ken Nolan, Gary Spinelli (biên kịch); Rami Malek, Rachel Brosnahan, Caitríona Balfe, Holt McCallany, Adrian Martinez, Julianne Nicholson, Laurence Fishburne | [ 118 ]   |
| T H Á N G 4 | 11         | Buổi hẹn hò kinh hoàng                       | Drop                                      | Universal Pictures / Blumhouse Productions / Platinum Dunes                            | Christopher Landon (đạo diễn); Jillian Jacobs, Chris Roach (biên kịch); Meghann Fahy, Brandon Sklenar, Jeffery Self, Violett Beane, Ed Weeks | [ 103 ]   |
| T H Á N G 4 | 11         | Warfare                                      |                                           | A24 / DNA Films                                                                        | Ray Mendoza, Alex Garland (đồng đạo diễn/biên kịch); D'Pharaoh Woon-A-Tai, Will Poulter, Cosmo Jarvis, Kit Connor, Finn Bennett, Taylor John Smith, Michael Gandolfini, Adain Bradley, Noah Centineo, Evan Holtzman, Henrique Zaga, Joseph Quinn, Charles Melton                                                      | [ 119 ]   |
| T H Á N G 4 | 11         | The King of Kings                            |                                           | Angel Studios / Mofac Animation                                                        | Seong-ho Jang (đạo diễn/biên kịch); Pierce Brosnan, Oscar Isaac, Mark Hamill, Forest Whitaker, Ben Kingsley, Roman Griffin Davis, Kenneth Branagh, Uma Thurman | [ 120 ]   |
| T H Á N G 4 | 11         | Gunslingers                                  |                                           | Lionsgate / Grindstone Entertainment Group                                             | Brian Skiba (đạo diễn/biên kịch); Nicolas Cage, Stephen Dorff, Heather Graham, Scarlet Rose Stallone, Tzi Ma, Costas Mandylor, Cooper Barnes, Bre Blair | [ 121 ]   |
| T H Á N G 4 | 11         | Sacramento                                   |                                           | Vertical                                                                               | Michael Angarano (đạo diễn/biên kịch); Chris Smith (biên kịch); Michael Angarano, Michael Cera, Kristen Stewart, Maya Erskine, AJ Mendez, Iman Karram, Rosalind Chao | [ 122 ]   |
| T H Á N G 4 | 11         | The Uninvited                                |                                           | Foton Distribution / Foton Pictures / Rosebud Pictures                                 | Nadia Conners (đạo diễn/biên kịch); Walton Goggins, Elizabeth Reaser, Rufus Sewell, Pedro Pascal, Eva De Dominici, Lois Smith | [ 123 ]   |
| T H Á N G 4 | 18         | Tội đồ                                       | Sinners                                   | Warner Bros. Pictures / Proximity Media                                                | Ryan Coogler (đạo diễn/biên kịch); Michael B. Jordan, Hailee Steinfeld, Jack O'Connell, Wunmi Mosaku, Jayme Lawson, Omar Benson Miller, Delroy Lindo | [ 124 ]   |
| T H Á N G 4 | 18         | The Wedding Banquet                          |                                           | Bleecker Street / ShivHans Pictures                                                    | Andrew Ahn (đạo diễn/biên kịch); James Schamus (biên kịch); Lily Gladstone, Kelly Marie Tran, Bowen Yang, Han Gi-chan, Joan Chen, Youn Yuh-jung | [ 29 ]    |
| T H Á N G 4 | 18         | Sneaks                                       |                                           | Briarcliff Entertainment                                                               | Rob Edwards (đạo diễn/biên kịch); Anthony Mackie, Martin Lawrence, Laurence Fishburne, Chloe Bailey, Mustard, Roddy Ricch, Ella Mai, Macy Gray, Swae Lee, Quavo, Chris Paul, Sam Jay, Keith David, Young Miko, Kiana Ledé, Jonathan Kite, Bobbito Garcia                                                              | [ 125 ]   |
| T H Á N G 4 | 18         | The Ritual                                   |                                           | XYZ Films                                                                              | David Midell (đạo diễn/biên kịch); Enrico Natale (biên kịch); Al Pacino, Dan Stevens, Ashley Greene, Abigail Cowen, Patricia Heaton | [ 126 ]   |
| T H Á N G 4 | 18         | The Death of Snow White                      |                                           | Atlas Distribution / Entertainment Squad / STL Production                              | Jason Brooks (đạo diễn/biên kịch); Naomi Mechem-Miller (biên kịch); Sanae Loutsis, Chelsea Edmundson, Tristan Nokes, Meredith Binder, Colin Miller, Dillon Moore | [ 127 ]   |
| T H Á N G 4 | 25         | Mật danh: Kế toán 2                          | The Accountant 2                          | Amazon MGM Studios / Artists Equity                                                    | Gavin O'Connor (đạo diễn); Bill Dubuque (biên kịch); Ben Affleck, J. K. Simmons, Cynthia Addai-Robinson, Jon Bernthal, Daniella Pineda, Allison Robertson, Robert Morgan, Grant Harvey | [ 128 ]   |
| T H Á N G 4 | 25         | Until Dawn: Bí mật kinh hoàng                | Until Dawn                                | Screen Gems / PlayStation Productions / Vertigo Entertainment                          | David F. Sandberg (đạo diễn); Gary Dauberman (biên kịch); Ella Rubin, Michael Cimino, Ji-young Yoo, Odessa A'zion, Maia Mitchell, Belmont Cameli, Peter Stormare | [ 129 ]   |
| T H Á N G 4 | 25         | The Legend of Ochi                           |                                           | A24 / AGBO / IPR.VC / Access Entertainment                                             | Isaiah Saxon (đạo diễn/biên kịch); Helena Zengel, Finn Wolfhard, Emily Watson, Willem Dafoe | [ 130 ]   |
| T H Á N G 4 | 25         | Tàn phá                                      | Havoc                                     | Netflix / XYZ Films                                                                    | Gareth Evans (đạo diễn/biên kịch); Tom Hardy, Forest Whitaker, Timothy Olyphant, Justin Cornwell, Luis Guzmán | [ 131 ]   |
| T H Á N G 4 | 25         | On Swift Horses                              |                                           | Sony Pictures Classics / Ley Line Entertainment                                        | Daniel Minahan (đạo diễn); Bryce Kass (biên kịch); Daisy Edgar-Jones, Jacob Elordi, Will Poulter, Diego Calva, Sasha Calle | [ 132 ]   |
| T H Á N G 4 | 25         | Neighborhood Watch                           |                                           | RLJE Films                                                                             | Duncan Skiles (đạo diễn); Sean Farley (biên kịch); Jeffrey Dean Morgan, Jack Quaid, Malin Akerman | [ 133 ]   |
| T H Á N G 4 | 25         | Magic Farm                                   |                                           | Mubi / Tango Entertainment / Icki Eneo Arlo                                            | Amalia Ulman (đạo diễn/biên kịch); Chloë Sevigny, Alex Wolff | [ 134 ]   |
| T H Á N G 5 | 1          | Another Simple Favor                         |                                           | Amazon MGM Studios / Lionsgate / Feigco Entertainment                                  | Paul Feig (đạo diễn); Eric Pearson, Jessica Sharzer, Laeta Kalogridis (biên kịch); Anna Kendrick, Blake Lively, Henry Golding, Andrew Rannells, Bashir Salahuddin, Michele Morrone, Elizabeth Perkins, Allison Janney                                                                                                 | [ 135 ]   |
| T H Á N G 5 | 2          | Biệt đội sấm sét*                            | Thunderbolts*                             | Marvel Studios                                                                         | Jake Schreier (đạo diễn); Eric Pearson, Lee Sung Jin, Joanna Calo (biên kịch); Florence Pugh, Sebastian Stan, David Harbour, Wyatt Russell, Olga Kurylenko, Lewis Pullman, Geraldine Viswanathan, Chris Bauer, Wendell Pierce, Hannah John-Kamen, Julia Louis-Dreyfus                                                 | [ 136 ]   |
| T H Á N G 5 | 2          | Shadow Force                                 |                                           | Lionsgate / Simpson Street / Indian Meadows Productions                                | Joe Carnahan (đạo diễn/biên kịch); Leon Chills (biên kịch); Kerry Washington, Omar Sy, Da'Vine Joy Randolph, Method Man, Mark Strong | [ 137 ]   |
| T H Á N G 5 | 2          | Rosario                                      |                                           | Variance Films                                                                         | Felipe Vargas (đạo diễn); Alan Trezza (biên kịch); David Dastmalchian, José Zúñiga, Diana Lein, Paul Ben-Victor, Emeraude Toubia | [ 137 ]   |
| T H Á N G 5 | 9          | A Big Bold Beautiful Journey                 |                                           | TriStar Pictures / 30West                                                              | Kogonada (đạo diễn); Seth Reiss (biên kịch); Margot Robbie, Colin Farrell, Lily Rabe, Jodie Turner-Smith, Phoebe Waller-Bridge, Hamish Linklater | [ 138 ]   |
| T H Á N G 5 | 9          | Friendship                                   |                                           | A24 / Fifth Season                                                                     | Andrew DeYoung (đạo diễn/biên kịch); Tim Robinson, Paul Rudd, Kate Mara, Jack Dylan Grazer, Josh Segarra, Billy Bryk | [ 139 ]   |
| T H Á N G 5 | 9          | Nhà hàng của các bà                          | Nonnas                                    | Netflix / Fifth Season / 1Community / Madison Wells / Matador Content                  | Stephen Chbosky (đạo diễn); Liz Maccie (biên kịch); Vince Vaughn, Susan Sarandon, Linda Cardellini, Lorraine Bracco, Talia Shire, Brenda Vaccaro, Joe Manganiello, Campbell Scott | [ 106 ]   |
| T H Á N G 5 | 9          | Clown in a Cornfield                         |                                           | Shudder / RLJE Films                                                                   | Eli Craig (đạo diễn/biên kịch); Carter Blanchard (biên kịch); Katie Douglas, Carson MacCormac, Aaron Abrams, Will Sasso, Kevin Durand | [ 140 ]   |
| T H Á N G 5 | 16         | Lưỡi hái tử thần: Huyết thống                | Final Destination: Bloodlines             | New Line Cinema                                                                        | Zach Lipovsky, Adam Stein (đồng đạo diễn); Guy Busick, Lori Evans Taylor (biên kịch); Tony Todd, Brec Bassinger, Teo Briones, Kaitlyn Santa Juana, Richard Harmon, Anna Lore, Owen Patrick Joyner, Max Lloyd-Jones, Rya Kihlstedt, Tinpo Lee                                                                          | [ 141 ]   |
| T H Á N G 5 | 16         | Hurry Up Tomorrow                            |                                           | Lionsgate / Live Nation                                                                | Trey Edward Shults (đạo diễn/biên kịch); Reza Fahim, Abel Tesfaye (biên kịch); Abel Tesfaye, Jenna Ortega, Barry Keoghan, Gabby Barrett | [ 142 ]   |
| T H Á N G 5 | 23         | Nhiệm vụ: Bất khả thi – Nghiệp báo cuối cùng | Mission: Impossible – The Final Reckoning | Paramount Pictures / Skydance Media / TC Productions                                   | Christopher McQuarrie (đạo diễn/biên kịch); Erik Jendresen (biên kịch); Tom Cruise, Hayley Atwell, Ving Rhames, Simon Pegg, Vanessa Kirby, Esai Morales, Pom Klementieff, Henry Czerny, Shea Whigham, Angela Bassett, Greg Tarzan Davis, Janet McTeer, Holt McCallany, Nick Offerman, Katy O'Brian, Frederick Schmidt | [ 143 ]   |
| T H Á N G 5 | 23         | Lilo và Stitch                               | Lilo & Stitch                             | Walt Disney Pictures / Rideback                                                        | Dean Fleischer Camp (đạo diễn); Chris Kekaniokalani Bright (biên kịch); Chris Sanders, Maia Kealoha, Sydney Agudong, Zach Galifianakis, Billy Magnussen, Tia Carrere, Courtney B. Vance | [ 144 ]   |
| T H Á N G 5 | 23         | The Last Rodeo                               |                                           | Angel Studios                                                                          | Jon Avnet (đạo diễn/biên kịch); Neal McDonough, Derek Presley (biên kịch); Neal McDonough, Mykelti Williamson, Christopher McDonald, Sarah Jones, Daylon Swearingen | [ 145 ]   |
| T H Á N G 5 | 30         | Karate Kid: Legends                          |                                           | Columbia Pictures / Westbrook Studios                                                  | Jonathan Entwistle (đạo diễn); Rob Lieber (biên kịch); Jackie Chan, Ben Wang, Ralph Macchio, Joshua Jackson, Sadie Stanley, Wyatt Oleff, Ming-Na Wen | [ 146 ]   |
| T H Á N G 5 | 30         | The Phoenician Scheme                        |                                           | Focus Features / Indian Paintbrush / Studio Babelsberg                                 | Wes Anderson (đạo diễn/biên kịch); Roman Coppola (biên kịch); Benicio del Toro, Michael Cera, Bill Murray, Riz Ahmed, Tom Hanks, Benedict Cumberbatch, Scarlett Johansson, Charlotte Gainsbourg, Rupert Friend, Willem Dafoe, Bryan Cranston                                                                          | [ 147 ]   |
| T H Á N G 5 | 30         | Mượn hồn đoạt xác                            | Bring Her Back                            | A24                                                                                    | Danny Philippou, Michael Philippou (đồng đạo diễn); Danny Philippou, Bill Hinzman (biên kịch); Sally Hawkins, Billy Barratt | [ 148 ]   |
| T H Á N G 6 | 6          | From the World of John Wick: Ballerina       |                                           | Lionsgate / Summit Entertainment / Thunder Road Films / 87North Productions            | Len Wiseman (đạo diễn); Shay Hatten (biên kịch); Ana de Armas, Anjelica Huston, Gabriel Byrne, Lance Reddick, Catalina Sandino Moreno, Norman Reedus, Ian McShane, Keanu Reeves | [ 149 ]   |
| T H Á N G 6 | 6          | The Life of Chuck                            |                                           | Neon / Intrepid Pictures                                                               | Mike Flanagan (đạo diễn/biên kịch); Tom Hiddleston, Chiwetel Ejiofor, Karen Gillan, Mark Hamill, Jacob Tremblay, Nick Offerman | [ 150 ]   |
| T H Á N G 6 | 6          | I Don't Understand You                       |                                           | Vertical / Pinky Promise                                                               | David Joseph Craig, Brian Crano (đồng đạo diễn/biên kịch); Nick Kroll, Andrew Rannells, Morgan Spector, Eleonora Romandini, Amanda Seyfried | [ 151 ]   |
| T H Á N G 6 | 13         | Bí kíp luyện rồng                            | How to Train Your Dragon                  | Universal Pictures / Marc Platt Productions                                            | Dean DeBlois (đạo diễn/biên kịch); Mason Thames, Nico Parker, Gerard Butler, Nick Frost, Julian Dennison, Gabriel Howell, Bronwyn James, Harry Trevaldwyn, Ruth Codd | [ 152 ]   |
| T H Á N G 6 | 20         | Elio: Cậu bé đến từ trái đất                 | Elio                                      | Walt Disney Pictures / Pixar Animation Studios                                         | Adrian Molina, Domee Shi, Madeline Sharafian (đồng đạo diễn); Yonas Kibreab, Jameela Jamil, Brad Garrett, Zoe Saldaña, Remy Edgerly, Shirley Henderson | [ 153 ]   |
| T H Á N G 6 | 20         | 28 năm sau: Hậu tận thế                      | 28 Years Later                            | Columbia Pictures / DNA Films                                                          | Danny Boyle (đạo diễn/biên kịch); Alex Garland (biên kịch); Cillian Murphy, Jodie Comer, Aaron Taylor-Johnson, Ralph Fiennes, Jack O'Connell, Erin Kellyman | [ 154 ]   |
| T H Á N G 6 | 27         | F1                                           | F1                                        | Warner Bros. Pictures / Apple Studios / Jerry Bruckheimer Films / Plan B Entertainment | Joseph Kosinski (đạo diễn); Ehren Kruger (biên kịch); Brad Pitt, Damson Idris, Kerry Condon, Kim Bodnia, Shea Whigham, Tobias Menzies, Javier Bardem, Joseph Balderrama, Sarah Niles | [ 155 ]   |
| T H Á N G 6 | 27         | M3GAN 2.0                                    |                                           | Universal Pictures / Blumhouse Productions / Atomic Monster                            | Gerard Johnstone (đạo diễn); Akela Cooper (biên kịch); Allison Williams, Violet McGraw, Jenna Davis, Brian Jordan Alvarez, Ivanna Sakhno, Timm Sharp, Aristotle Athari, Jemaine Clement | [ 103 ]   |

### Tháng 7 – Tháng 9
| Khởi chiếu  | Khởi chiếu                          | Tiêu đề                                         | Tiêu đề gốc                               | Hãng sản xuất                                                            | Đoàn làm phim | Tham khảo |
| ----------- | ----------------------------------- | ----------------------------------------------- | ----------------------------------------- | ------------------------------------------------------------------------ | --- | --------- |
| T H Á N G 7 | 2                                   | Thế giới khủng long: Tái sinh                   | Jurassic World Rebirth                    | Universal Pictures / Amblin Entertainment / The Kennedy/Marshall Company | Gareth Edwards (đạo diễn); David Koepp (biên kịch); Scarlett Johansson, Mahershala Ali, Jonathan Bailey, Rupert Friend, Manuel Garcia-Rulfo, Luna Blaise, David Iacono, Audrina Miranda, Philippine Velge, Bechir Sylvain, Ed Skrein                                                                                   | [ 156 ]   |
| T H Á N G 7 | 2                                   | The Old Guard 2                                 |                                           | Netflix / Skydance Media / Denver and Delilah Productions                | Victoria Mahoney (đạo diễn); Greg Rucka (biên kịch); Charlize Theron, KiKi Layne, Marwan Kenzari, Luca Marinelli, Matthias Schoenaerts, Vân Veronica Ngô, Chiwetel Ejiofor, Uma Thurman, Henry Golding | [ 106 ]   |
| T H Á N G 7 | 4                                   | Untitled Trey Parker film                       |                                           | Paramount Pictures / PGLang / Park County                                | Trey Parker (đạo diễn); Vernon Chatman (biên kịch); Kendrick Lamar, Chloe East | [ 157 ]   |
| T H Á N G 7 | 11                                  | Superman                                        | Superman                                  | Warner Bros. Pictures / DC Studios                                       | James Gunn (đạo diễn/biên kịch); David Corenswet, Rachel Brosnahan, Nicholas Hoult, Skyler Gisondo, Isabela Merced, Edi Gathegi, Anthony Carrigan, Nathan Fillion, Wendell Pierce, Pruitt Taylor Vince, Neva Howell, Beck Bennett, Mikaela Hoover                                                                      | [ 158 ]   |
| T H Á N G 7 | 18                                  | Phim Xì Trum                                    | Smurfs                                    | Paramount Pictures / Paramount Animation / Nickelodeon Movies            | Chris Miller (đạo diễn); Pam Brady (biên kịch); Rihanna, Nick Offerman, Natasha Lyonne, Dan Levy, Amy Sedaris, Nick Kroll, James Corden, Octavia Spencer, Hannah Waddingham, Sandra Oh, Alex Winter, Billie Lourd, Xolo Maridueña, Kurt Russell, John Goodman                                                          | [ 159 ]   |
| T H Á N G 7 | 18                                  | Untitled I Know What You Did Last Summer sequel |                                           | Columbia Pictures                                                        | Jennifer Kaytin Robinson (đạo diễn); Leah McKendrick (biên kịch); Madelyn Cline, Sarah Pidgeon, Tyriq Withers, Jonah Hauer-King, Jennifer Love Hewitt, Freddie Prinze Jr., Billy Campbell, Lola Tung, Nicholas Alexander Chavez, Austin Nichols, Gabbriette                                                            | [ 160 ]   |
| T H Á N G 7 | 25                                  | Bộ tứ siêu đẳng: Bước đi đầu tiên               | The Fantastic Four: First Steps           | Marvel Studios                                                           | Matt Shakman (đạo diễn); Josh Friedman, Cameron Squires, Eric Pearson, Peter Cameron (biên kịch); Pedro Pascal, Vanessa Kirby, Joseph Quinn, Ebon Moss-Bachrach, Julia Garner, Paul Walter Hauser, Ralph Ineson, John Malkovich, Natasha Lyonne                                                                        | [ 161 ]   |
| T H Á N G 8 | 1                                   | Băng đảng quái kiệt 2                           | The Bad Guys 2                            | Universal Pictures / DreamWorks Animation                                | Pierre Perifel (đạo diễn); Sam Rockwell, Marc Maron, Zazie Beetz, Craig Robinson, Awkwafina, Anthony Ramos, Richard Ayoade, Alex Borstein, Lilly Singh, Natasha Lyonne | [ 162 ]   |
| T H Á N G 8 | 1                                   | Họng súng vô hình                               | The Naked Gun                             | Paramount Pictures / Fuzzy Door Productions                              | Akiva Schaffer (đạo diễn/biên kịch); Dan Gregor, Doug Mand, Mark Hentemann, Alec Sulkin (biên kịch); Liam Neeson, Pamela Anderson, Paul Walter Hauser, Kevin Durand, Danny Huston, Liza Koshy, Cody Rhodes, CCH Pounder, Busta Rhymes                                                                                  | [ 159 ]   |
| T H Á N G 8 | 1                                   | Beneath the Storm                               |                                           | Columbia Pictures / Hyperobject Industries                               | Tommy Wirkola (đạo diễn/biên kịch); Phoebe Dynevor, Whitney Peak, Djimon Hounsou | [ 163 ]   |
| T H Á N G 8 | 1                                   | Together                                        |                                           | Neon / 30West / Tango Entertainment / Princess Pictures                  | Michael Shanks (đạo diễn/biên kịch); Dave Franco, Alison Brie, Damon Herriman | [ 164 ]   |
| T H Á N G 8 | 8                                   | Ngày thứ sáu siêu kỳ quái                       | Freakier Friday                           | Walt Disney Pictures                                                     | Nisha Ganatra (đạo diễn); Jordan Weiss (biên kịch); Jamie Lee Curtis, Lindsay Lohan, Julia Butters, Sophia Hammons, Mark Harmon, Chad Michael Murray, Manny Jacinto, Christina Vidal Mitchell, Haley Hudson, Lucille Soong, Rosalind Chao                                                                              | [ 144 ]   |
| T H Á N G 8 | 8                                   | Hết trận lại chiến                              | One Battle After Another                  | Warner Bros. Pictures                                                    | Paul Thomas Anderson (đạo diễn/biên kịch); Leonardo DiCaprio, Benicio del Toro, Regina Hall, Sean Penn, Alana Haim, Teyana Taylor, Wood Harris | [ 91 ]    |
| T H Á N G 8 | 15                                  | Kẻ vô danh 2                                    | Nobody 2                                  | Universal Pictures / 87North Productions                                 | Timo Tjahjanto (đạo diễn); Derek Kolstad, Aaron Rabin, Bob Odenkirk, Umair Aleem (biên kịch); Bob Odenkirk, Connie Nielsen, RZA, Christopher Lloyd, Mckenna Grace, Sharon Stone, Colin Hanks, John Ortiz | [ 165 ]   |
| T H Á N G 8 | 22                                  | Shelby Oaks                                     |                                           | Neon / Intrepid Pictures                                                 | Chris Stuckmann (đạo diễn/biên kịch); Camille Sullivan, Brendan Sexton III, Michael Beach, Robin Bartlett, Keith David, Charlie Talbert, Emily Bennett, Sarah Durn | [ 150 ]   |
| T H Á N G 8 | 22                                  | Americana                                       |                                           | Lionsgate / Bron Studios                                                 | Tony Tost (đạo diễn/biên kịch); Sydney Sweeney, Paul Walter Hauser, Halsey, Eric Dane, Zahn McClarnon, Simon Rex | [ 166 ]   |
| T H Á N G 8 | 29                                  | Caught Stealing                                 |                                           | Columbia Pictures / Protozoa Pictures                                    | Darren Aronofsky (đạo diễn); Charlie Huston (biên kịch); Austin Butler, Zoë Kravitz, Matt Smith, Regina King, Liev Schreiber, Bad Bunny, Vincent D'Onofrio, D'Pharaoh Woon-A-Tai, Carol Kane | [ 167 ]   |
| T H Á N G 8 | 29                                  | The Toxic Avenger                               |                                           | Cineverse / Legendary Pictures / Troma Entertainment                     | Macon Blair (đạo diễn/biên kịch); Peter Dinklage, Jacob Tremblay, Taylour Paige, Julia Davis, Jonny Coyne, Elijah Wood, Kevin Bacon | [ 168 ]   |
| T H Á N G 9 | 5                                   | The Conjuring: Last Rites                       |                                           | New Line Cinema / The Safran Company / Atomic Monster                    | Michael Chaves (đạo diễn); David Leslie Johnson-McGoldrick (biên kịch); Patrick Wilson, Vera Farmiga, Ben Hardy, Mia Tomlinson | [ 169 ]   |
| T H Á N G 9 | 5                                   | Light of the World                              |                                           | Salvation Poem Project / Epipheo / Lighthouse Studios                    | John Schafer (đạo diễn) | [ 170 ]   |
| T H Á N G 9 | 12                                  | Downton Abbey 3                                 |                                           | Focus Features / Carnival Films                                          | Simon Curtis (đạo diễn); Julian Fellowes (biên kịch); Hugh Bonneville, Laura Carmichael, Phyllis Logan, Robert James-Collier, Jim Carter, Michelle Dockery, Elizabeth McGovern, Imelda Staunton, Penelope Wilton, Paul Giamatti, Joely Richardson, Alessandro Nivola, Simon Russell Beale, Arty Froushan, Dominic West | [ 171 ]   |
| T H Á N G 9 | 19                                  | Ella McCay                                      |                                           | 20th Century Studios / Gracie Films                                      | James L. Brooks (đạo diễn/biên kịch); Emma Mackey, Woody Harrelson, Ayo Edebiri, Kumail Nanjiani, Jack Lowden, Rebecca Hall, Spike Fearn, Troy Garity, Jamie Lee Curtis, Albert Brooks | [ 172 ]   |
| T H Á N G 9 | 19                                  | Him                                             |                                           | Universal Pictures / Monkeypaw Productions                               | Justin Tipping (đạo diễn); Zack Akers, Skip Bronkie (biên kịch); Marlon Wayans, Tyriq Withers, Julia Fox, Tim Heidecker, Jim Jefferies, Guapdad 4000, Tierra Whack | [ 173 ]   |
| T H Á N G 9 | 26                                  | The Bride!                                      |                                           | Warner Bros. Pictures                                                    | Maggie Gyllenhaal (đạo diễn/biên kịch); Jessie Buckley, Christian Bale, Penélope Cruz, Peter Sarsgaard, Annette Bening, Julianne Hough, Jake Gyllenhaal | [ 169 ]   |
| T H Á N G 9 | Saw XI                              |                                                 | Lionsgate / Twisted Pictures              | Kevin Greutert (đạo diễn); Marcus Dunstan (biên kịch); Tobin Bell        | [ 174 ] |           |
| T H Á N G 9 | Nhà búp bê của Gabby: Phim điện ảnh | Gabby's Dollhouse: The Movie                    | Universal Pictures / DreamWorks Animation | Ryan Crego (đạo diễn); Laila Lockhart Kraner                             | [ 175 ] |           |

### Tháng 10 – Tháng 12
| Khởi chiếu   | Khởi chiếu | Tiêu đề                          | Tiêu đề gốc                                 | Hãng sản xuất                                                                                | Đoàn làm phim | Tham khảo |
| ------------ | ---------- | -------------------------------- | ------------------------------------------- | -------------------------------------------------------------------------------------------- | --- | --------- |
| T H Á N G 10 | 3          | Michael                          |                                             | Lionsgate / GK Films                                                                         | Antoine Fuqua (đạo diễn); John Logan (biên kịch); Jaafar Jackson, Colman Domingo, Nia Long, Miles Teller, Laura Harrier, Kat Graham, Larenz Tate, Derek Luke | [ 176 ]   |
| T H Á N G 10 | 3          | Roofman                          |                                             | Paramount Pictures / Miramax                                                                 | Derek Cianfrance (đạo diễn/biên kịch); Kirk Gunn (biên kịch); Channing Tatum, Kirsten Dunst, Ben Mendelsohn, Peter Dinklage, Uzo Aduba, Juno Temple, LaKeith Stanfield                                                                                                  | [ 177 ]   |
| T H Á N G 10 | 3          | The Smashing Machine             |                                             | A24 / Seven Bucks Productions                                                                | Benny Safdie (đạo diễn/biên kịch); Dwayne Johnson, Emily Blunt, Ryan Bader, Bas Rutten, Oleksandr Usyk | [ 178 ]   |
| T H Á N G 10 | 3          | Keeper                           |                                             | Neon                                                                                         | Osgood Perkins (đạo diễn); Nick Lepard (biên kịch); Tatiana Maslany, Rossif Sutherland | [ 150 ]   |
| T H Á N G 10 | 10         | Tron: Ares                       |                                             | Walt Disney Pictures / TSG Entertainment                                                     | Joachim Rønning (đạo diễn); Jesse Wigutow, Jack Thorne (biên kịch); Jared Leto, Greta Lee, Evan Peters, Hasan Minhaj, Jodie Turner-Smith, Arturo Castro, Cameron Monaghan, Gillian Anderson, Jeff Bridges                                                               | [ 118 ]   |
| T H Á N G 10 | 10         | Animal Friends                   |                                             | Warner Bros. Pictures / Legendary Pictures / Maximum Effort                                  | Peter Atencio (đạo diễn); Kevin Burrows, Matt Mider (biên kịch); Ryan Reynolds, Jason Momoa, Vince Vaughn, Aubrey Plaza, Addison Rae, Dan Levy, Lil Rel Howery, Joaquim de Almeida, Hudson Yang                                                                         | [ 141 ]   |
| T H Á N G 10 | 10         | After the Hunt                   |                                             | Metro-Goldwyn-Mayer / Imagine Entertainment / Frenesy Film Company                           | Luca Guadagnino (đạo diễn); Nora Garrett (biên kịch); Julia Roberts, Ayo Edebiri, Andrew Garfield, Michael Stuhlbarg, Chloë Sevigny | [ 179 ]   |
| T H Á N G 10 | 10         | Kiss of the Spider Woman         |                                             | Lionsgate / Roadside Attractions / LD Entertainment / Artists Equity / Nuyorican Productions | Bill Condon (đạo diễn/biên kịch); Jennifer Lopez, Diego Luna, Tonatiuh Elizarraraz, Tony Dovolani | [ 180 ]   |
| T H Á N G 10 | 10         | Soul on Fire                     |                                             | Affirm Films / Brookwell McNamara Entertainment                                              | Sean McNamara (đạo diễn); Gregory Poirier (biên kịch); William H. Macy, John Corbett, Joel Courtney | [ 181 ]   |
| T H Á N G 10 | 17         | Black Phone 2                    |                                             | Universal Pictures / Blumhouse Productions                                                   | Scott Derrickson (đạo diễn/biên kịch); C. Robert Cargill (biên kịch); Mason Thames, Madeleine McGraw, Jeremy Davies, Ethan Hawke, Demián Bichir | [ 103 ]   |
| T H Á N G 10 | 17         | Good Fortune                     |                                             | Lionsgate                                                                                    | Aziz Ansari (đạo diễn/biên kịch); Keanu Reeves, Aziz Ansari, Seth Rogen, Keke Palmer, Sandra Oh | [ 176 ]   |
| T H Á N G 10 | 17         | Truth & Treason                  |                                             | Angel Studios                                                                                | Matt Whitaker (đạo diễn/biên kịch); Ethan Vincent (biên kịch); Ewan Horrocks, Rupert Evans, Sean Mahon, Joanna Christie | [ 182 ]   |
| T H Á N G 10 | 24         | Mortal Kombat 2                  |                                             | New Line Cinema / Atomic Monster                                                             | Simon McQuoid (đạo diễn); Jeremy Slater (biên kịch); Lewis Tan, Karl Urban, Jessica McNamee, Ludi Lin, Mehcad Brooks, Tadanobu Asano, Josh Lawson, Tati Gabrielle, Chin Han, Joe Taslim, Hiroyuki Sanada                                                                | [ 183 ]   |
| T H Á N G 10 | 24         | Regretting You                   |                                             | Paramount Pictures / Constantin Film                                                         | Josh Boone (đạo diễn); Susan McMartin (biên kịch); Allison Williams, Dave Franco, Mckenna Grace, Mason Thames, Willa Fitzgerald, Scott Eastwood, Clancy Brown | [ 184 ]   |
| T H Á N G 10 | 24         | Bugonia                          |                                             | Focus Features / CJ ENM / Fruit Tree / Element Pictures                                      | Yorgos Lanthimos (đạo diễn); Will Tracy (biên kịch); Emma Stone, Jesse Plemons, Alicia Silverstone | [ 185 ]   |
| T H Á N G 11 | 7          | Predator: Badlands               |                                             | 20th Century Studios / Davis Entertainment                                                   | Dan Trachtenberg (đạo diễn/biên kịch); Patrick Aison (biên kịch); Elle Fanning | [ 186 ]   |
| T H Á N G 11 | 7          | The Running Man                  |                                             | Paramount Pictures / Genre Films                                                             | Edgar Wright (đạo diễn/biên kịch); Michael Bacall (biên kịch); Glen Powell, Katy O'Brian, Daniel Ezra, Karl Glusman, Josh Brolin, Lee Pace, Jayme Lawson, Michael Cera, Emilia Jones, William H. Macy, David Zayas, Sean Hayes                                          | [ 187 ]   |
| T H Á N G 11 | 14         | Now You See Me: Now You Don't    |                                             | Lionsgate / Summit Entertainment / Secret Hideout                                            | Ruben Fleischer (đạo diễn); Eric Warren Singer, Seth Grahame-Smith, Michael Lesslie (biên kịch); Jesse Eisenberg, Mark Ruffalo, Woody Harrelson, Dave Franco, Isla Fisher, Lizzy Caplan, Ariana Greenblatt, Justice Smith, Dominic Sessa, Rosamund Pike, Morgan Freeman | [ 188 ]   |
| T H Á N G 11 | 21         | Wicked: For Good                 |                                             | Universal Pictures / Marc Platt Productions                                                  | Jon M. Chu (đạo diễn); Stephen Schwartz, Winnie Holzman (biên kịch); Cynthia Erivo, Ariana Grande, Michelle Yeoh, Jeff Goldblum, Jonathan Bailey, Ethan Slater, Marissa Bode, Bowen Yang, Bronwyn James, Keala Settle, Peter Dinklage                                   | [ 189 ]   |
| T H Á N G 11 | 21         | Sisu 2                           |                                             | Screen Gems / Stage 6 Films                                                                  | Jalmari Helander (đạo diễn/biên kịch); Jorma Tommila, Richard Brake, Stephen Lang | [ 190 ]   |
| T H Á N G 11 | 21         | David                            |                                             | Angel Studios                                                                                | Phil Cunningham, Brent Dawes (đồng đạo diễn); Brent Dawes (biên kịch) | [ 191 ]   |
| T H Á N G 11 | 26         | Zootopia 2                       |                                             | Walt Disney Pictures / Walt Disney Animation Studios                                         | Jared Bush, Byron Howard (đồng đạo diễn/biên kịch); Ginnifer Goodwin, Jason Bateman, Ke Huy Quan, Fortune Feimster, Quinta Brunson, Shakira | [ 192 ]   |
| T H Á N G 11 | 27         | Hamnet                           |                                             | Focus Features / Amblin Entertainment / Neal Street Productions                              | Chloé Zhao (đạo diễn/biên kịch); Maggie O'Farrell (biên kịch); Jessie Buckley, Paul Mescal, Emily Watson, Joe Alwyn, Jacobi Jupe, Jack Shalloo | [ 193 ]   |
| T H Á N G 12 | 5          | Five Nights at Freddy's 2        |                                             | Universal Pictures / Blumhouse Productions                                                   | Emma Tammi (đạo diễn/biên kịch); Scott Cawthon, Seth Cuddeback (biên kịch); Josh Hutcherson, Elizabeth Lail, Piper Rubio, Wayne Knight, Teo Briones, Mckenna Grace, Matthew Lillard                                                                                     | [ 103 ]   |
| T H Á N G 12 | 12         | Ella McCay                       |                                             | 20th Century Studios / Gracie Films                                                          | James L. Brooks (đạo diễn/biên kịch); Emma Mackey, Woody Harrelson, Kumail Nanjiani, Spike Fearn, Ayo Edebiri, Jack Lowden, Rebecca Hall, Julie Kavner, Becky Ann Baker, Joey Brooks, Albert Brooks, Jamie Lee Curtis                                                   | [ 194 ]   |
| T H Á N G 12 | 19         | Avatar: Fire and Ash             |                                             | 20th Century Studios / Lightstorm Entertainment                                              | James Cameron (đạo diễn/biên kịch); Rick Jaffa and Amanda Silver, Shane Salerno (biên kịch); Sam Worthington, Zoe Saldana, Sigourney Weaver, Stephen Lang, CCH Pounder, Cliff Curtis, Edie Falco, Jemaine Clement, Giovanni Ribisi                                      | [ 195 ]   |
| T H Á N G 12 | 19         | SpongeBob: Kiếm chiếc quần vuông | The SpongeBob Movie: Search for SquarePants | Paramount Pictures / Nickelodeon Movies / MRC                                                | Derek Drymon (đạo diễn); Pam Brady, Matt Lieberman (biên kịch); Tom Kenny, Bill Fagerbakke, Rodger Bumpass, Carolyn Lawrence, Clancy Brown, Mr. Lawrence, Mark Hamill, Joey King                                                                                        | [ 143 ]   |
| T H Á N G 12 | 19         | Zero A. D.                       |                                             | Angel Studios                                                                                | Alejandro Gómez Monteverde (đạo diễn); Rod Barr (biên kịch); Deva Cassel, Sam Worthington, Ben Mendelsohn, Gael García Bernal, Jim Caviezel | [ 196 ]   |
| T H Á N G 12 | 25         | Anaconda                         |                                             | Columbia Pictures / Fully Formed Entertainment                                               | Tom Gormican (đạo diễn/biên kịch); Kevin Etten (biên kịch); Jack Black, Paul Rudd, Daniela Melchior, Thandiwe Newton, Steve Zahn | [ 197 ]   |
| T H Á N G 12 | 25         | Sarah's Oil                      |                                             | Metro-Goldwyn-Mayer / Kingdom Story Company                                                  | Cyrus Nowrasteh (đạo diễn/biên kịch); Betsy Giffen Nowrasteh (biên kịch); Zachary Levi, Naya Desir-Johnson, Sonequa Martin-Green, Garret Dillahunt, Bridget Regan, Kenric Green, Adyan Copes, Stelio Savante, Mel Rodriguez                                             | [ 198 ]   |
| T H Á N G 12 | 25         | The Housemaid                    |                                             | Lionsgate                                                                                    | Paul Feig (đạo diễn); Rebecca Sonnenshine (biên kịch); Sydney Sweeney, Amanda Seyfried, Brandon Sklenar, Michele Morrone | [ 199 ]   |
| T H Á N G 12 | 25         | Marty Supreme                    |                                             | A24 / Elara Pictures / IPR.VC                                                                | Josh Safdie (đạo diễn/biên kịch); Ronald Bronstein (biên kịch); Timothée Chalamet, Gwyneth Paltrow, Tyler, the Creator, Odessa A'zion, Penn Jillette, Kevin O'Leary, Abel Ferrara, Fran Drescher                                                                        | [ 200 ]   |
| T H Á N G 12 | 25         | Song Sung Blue                   |                                             | Focus Features / Davis Entertainment                                                         | Craig Brewer (đạo diễn/biên kịch); Hugh Jackman, Kate Hudson, Michael Imperioli, Fisher Stevens, Jim Belushi, Ella Anderson, King Princess, Mustafa Shakir | [ 201 ]   |